# Críticas e controvérsias envolvendo Rafinha Bastos
Lista de críticas e controvérsias envolvendo Rafinha Bastos.

## Apologia ao nazismo
Em 2017, durante a manifestação que apoiava a união dos extremistas, ele afirmou que os neonazistas no evento deveriam ter sua liberdade de expressão mais protegida, algo que reverberou na mídia e que ele pediu desculpas alguns dias depois também pelo YouTube.

## Piada com estupro e acusação de apologia ao crime
Uma piada de Rafinha foi reproduzida pela revista Rolling Stone em maio de 2011:
| “ | Muita mulher que eu vejo na TV reclamando que foi estuprada é feia. Não deviam estar reclamando e sim agradecendo. O sujeito que fez isso não merece cadeia, merece um abraço. | ” |

Por esta piada, feita em uma apresentação em um bar de comédia de SP, Bastos foi acusado de fazer apologia ao crime de estupro, o que causou investigação por parte do Ministério Público do Estado de São Paulo. O pedido de inquérito é da promotora de justiça Valéria Diez Scarance Fernandes, coordenadora do Núcleo de Combate à Violência Doméstica e Familiar. A Secretaria de Políticas para as Mulheres (SPM) emitiu uma nota, repudiando as piadas do apresentador e gerando o ofício nº 926/2011 no Ministério Público Federal, entendendo que tais declarações fazem apologia ao crime de estupro.

## Piada com Wanessa Camargo e saída do CQC
Na edição do Custe o Que Custar do dia 19 de setembro de 2011,  foi exibida uma matéria com a participação da cantora Wanessa Camargo (que estava, na ocasião, grávida). Em seguida, Marcelo Tas fez um comentário, elogiando a cantora, ao qual Rafinha respondeu  com a seguinte frase:
| “ | Comeria ela e o bebê. Não tô nem aí. | ” |

A piada gerou grande repercussão nos meios de comunicação e dentro do próprio programa. Marco Luque, colega de bancada de Rafinha, repudiou a piada e a classificou como idiota: "Eu, como pai, entendo e apoio a revolta e a indignação do Marcus Buaiz, um homem que conheço e respeito. Se fizessem uma piada com este contexto sobre a minha família, certamente ficaria ofendido. Com certeza uma piada idiota e de muito mau gosto". O comentário de Luque também gerou controvérsias entre os fãs do programa, já que o próprio riu da piada no momento em que ela foi dita e não demonstrou nenhum tipo de repúdio. A cantora Wanessa optou pelo silêncio e não comentou sobre o caso. A piada fez com que o humorista fosse suspenso da edição de 3 de outubro de 2011, sendo substituído por Monica Iozzi. Durante o programa, o humorista publicou em seu perfil no microblog Twitter fotos com modelos de biquíni, acompanhado da frase "Que noite triste pra mim". Ao ser entrevistado pelo portal iG, ele respondeu todas as perguntas com uma receita de bolo de laranja. Junto com o criador do blog Jacaré Banguela, Rodrigo Fernandes, fez dois vídeos ironizando o fato. No primeiro, com participação de Fernando Muylaert (que está de peruca e óculos escuros), intitulado "Rafinha Bastos em Churrascaria", mostra o comediante em um rodízio negando qualquer tipo de carne relacionada com bebês.
Em um segundo vídeo, com a participação de Oscar Filho, Danilo Gentili e do humorista Murilo Gun, Oscar Filho e Danilo Gentili comentam que o comediante "vai fazer falta". Em seguida, a imagem mostra Rafinha fazendo uma falta durante uma partida de futebol. No dia 13 de outubro, Wanessa e seu marido entraram com uma ação judicial de reparação por danos morais contra o humorista. Em 6 de novembro de 2012, o Tribunal de Justiça de São Paulo manteve a sentença de 1ª instância e condenou Rafinha a indenizar a cantora em R$ 150 mil por danos morais.

## Piada com a Nextel e Fábio Assunção
Em outubro de 2011, questionado pela coluna da jornalista Mônica Bergamo, da Folha de S. Paulo, sobre piadas envolvendo o ator Fábio Assunção e a Nextel ao dizer, em seu novo show de stand-up, que a operadora "é usada por traficantes; não é à toa que o garoto-propaganda é o Fábio Assunção", Rafinha escreveu através de e-mail: "Chupa o meu grosso e vascularizado cacete".

## Piada com deficientes mentais
Em janeiro de 2012, a Associação de Pais e Amigos dos Excepcionais (APAE) de São Paulo entrou com um pedido no Ministério Público para retirar de circulação o DVD A Arte do Insulto, de Rafinha Bastos, no qual o humorista faz piadas com deficientes físicos e mentais. A Associação também pediu uma indenização no valor de cem mil reais. Em 2 de fevereiro, uma liminar da Justiça de São Paulo determinou que os DVDs fossem retirados de circulação em todo o Brasil. As lojas que já foram notificadas sobre a decisão são obrigadas a retirar os produtos de exposição e aguardar o recolhimento do material pelo autor. Como forma de resposta, Rafinha decidiu distribuir centenas de DVDs na rua sem cobrar nada, postando um vídeo no YouTube para divulgar o ato.
Num show que ele fez na Virada Cultural em 2012, ele disse que achava que estava representando a causa, também o chamando de "mongoloide". Em fevereiro de 2014, o juiz da 2ª Vara Cívil de São Paulo, Tom Alexandre Brandão, decidiu em primeira instância ir a favor de Rafinha, no processo contra a instituição. Segundo Tom, a justiça não tem função de julgar uma piada sendo um "verdadeiro nonsense" e que Rafinha "age em exercício regular do direito". Em anúncio, a APAE disse que vai recorrer da decisão.